# Gabriel Enache
Gabriel Nicolae Enache (ur. 18 sierpnia 1990 w Pitești) – rumuński piłkarz grający na pozycji prawego pomocnika. Od 2016 jest zawodnikiem klubu Steaua Bukareszt.

## Kariera klubowa
Swoją karierę piłkarską Enache rozpoczął w 1997 roku w klubie LPS Pitești. W 2002 roku podjął treningi w Dacii Mioveni. W 2008 roku awansował do pierwszego zespołu Dacii i w sezonie 2008/2009 zadebiutował w nim w rozgrywkach drugiej ligi rumuńskiej. W sezonie 2010/2011 wywalczył ze swoim klubem awans do pierwszej ligi. W sezonie 2011/2012 spadł z Mioveni do drugiej ligi.
W 2012 roku Enache przeszedł do Astry Giurgiu. Swój debiut w Astrze zaliczył 22 lipca 2012 w wygranym 2:1 wyjazdowym meczu z Glorią Bystrzyca. W maju 2014 zdobył z Astrą Puchar Rumunii. Z Astrą wywalczył również wicemistrzostwo Rumunii. Z kolei latem 2014 zdobył Superpuchar Rumunii.
W lutym 2016 roku Enache przeszedł do Steauy Bukareszt. Zadebiutował w niej 22 lutego 2016 w przegranym 1:3 wyjazdowym meczu z FC Voluntari.
| Sezon   | Klub             | Kraj    | Rozgrywki | Mecze | Bramki |
| ------- | ---------------- | ------- | --------- | ----- | ------ |
| 2008/09 | Dacia Mioveni    | Rumunia | Liga II   | 33    | 6      |
| 2009/10 | Dacia Mioveni    | Rumunia | Liga II   | 19    | 5      |
| 2010/11 | CS Mioveni       | Rumunia | Liga II   | 18    | 1      |
| 2011/12 | CS Mioveni       | Rumunia | Liga I    | 32    | 0      |
| 2012/13 | Astra Giurgiu    | Rumunia | Liga I    | 26    | 2      |
| 2013/14 | Astra Giurgiu    | Rumunia | Liga I    | 24    | 4      |
| 2014/15 | Astra Giurgiu    | Rumunia | Liga I    | 31    | 3      |
| 2015/16 | Astra Giurgiu    | Rumunia | Liga I    | 22    | 1      |
| 2015/16 | Steaua Bukareszt | Rumunia | Liga I    |       |        |

## Kariera reprezentacyjna
W latach 2011–2012 Enache grał w reprezentacji Rumunii U-21. W dorosłej reprezentacji Rumunii zadebiutował 7 września 2014 w wygranym 1:0 meczu eliminacji do Euro 2016 z Grecją, rozegranym w Pireusie. W 68. minucie tego meczu zmienił Alexandru Maxima.